# EuroVelo 11: East Europe Route
Az EuroVelo 11, vagyis az East Europe Route (magyarul: Kelet-európai útvonal) az EuroVelo nemzetközi kerékpárút-hálózatának tizenegyedik vonala, amely Norvégiától Görögországig tart. Egyike azon három EuroVelo-útvonalnak, amely Magyarországon is áthalad: a Tisza vonalát követi, és a Tisza-tavi kerékpárút révén körbeöleli a Tisza-tavat is.

## Útvonala
|  |  |  |

|  |  |  |

|  |  |  |

|  |  |  |

|  |  |  |

|  |  |  |

|  |  |  |

|  |  |  |

|  |  |  |

|  |  |  |

|  |  |  |

|  |  |  |

|  |  |  |

|  |  |  |

|  |  |  |

|  |  |  |

|  |  |  |

|  |  |  |

|  |  |  |

|  |  |  |

|  |  |  |

|  |  |  |

|  |  |  |

|  |  |  |

|  |  |  |

|  |  |  |

|  |  |  |

|  |  |  |

|  |  |  |

|  |  |  |

|  |  |  |

|  |  |  |

|  |  |  |

|  |  |  |

|  |  |  |

|  |  |  |

|  |  |  |

|  |  |  |

|  |  |  |

|  |  |  |

|  |  |  |

|  |  |  |

|  |  |  |

|  |  |  |

|  |  |  |

|  |  |  |

|  |  |  |

|  |  |  |

|  |  |  |

|  |  |  |

|  |  |  |

|  |  |  |

|  |  |  |

|  |  |  |

|  |  |  |

|  |  |  |

|  |  |  |

|  |  |  |

|  |  |  |

|  |  |  |

|  |  |  |

|  |  |  |

Az útvonaldiagram csak a nagyobb városokat tartalmazza.
Az East Europe Route Norvégiából, az Északi-foktól indul, onnan, ahonnan az Atlantic Coast Route (EV1) és a Sun Route (EV7) is. Finnországon keresztül jut el a balti országokba. Lengyelország és Szlovákia átszelése után következik a már készen lévő magyar szakasz, amely a Tisza-tó mindkét felén halad. Délebbre Szerbia és Macedónia után juthatnak el a turisták Görögországba.

## Érintett országok
- Norvégia
- Finnország
- Észtország
- Lettország
- Litvánia
- Lengyelország
- Szlovákia
- Magyarország
- Szerbia
- Észak-Macedónia
- Görögország

### Norvégia

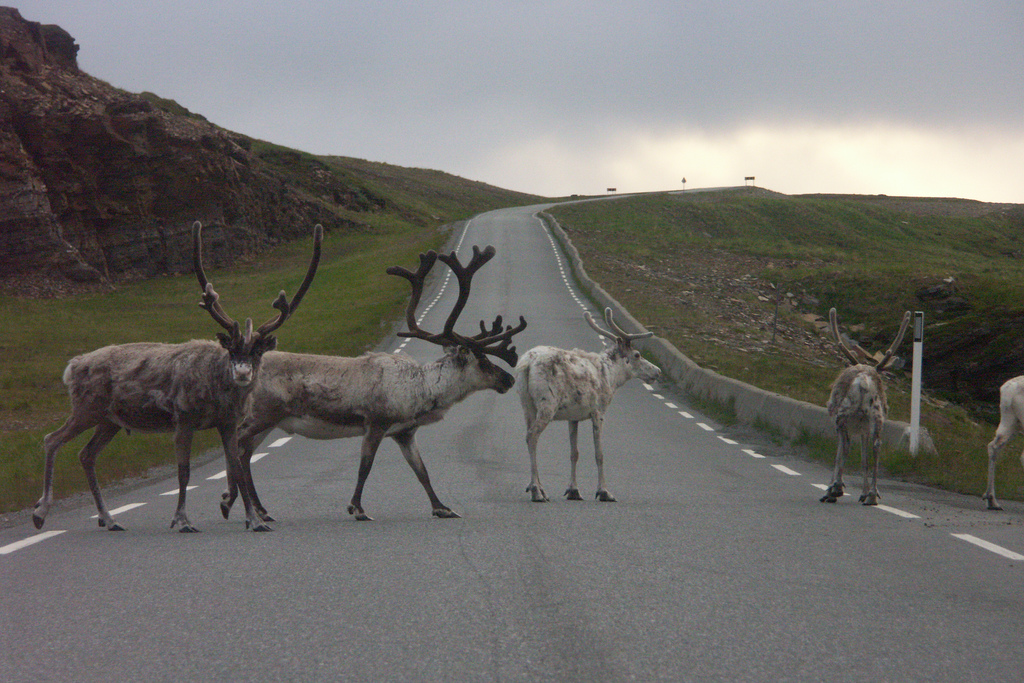
Az E69-es úton futó EV11 Magerøya szigeten

Az útvonal a norvégiai Északi-foktól indul, ahonnan az EV1 is. Körülbelül 280 kilométeren át együtt fut a 7-es EuroVelo-úttal, attól Karasjok városnál válik el. A mintegy 300 kilométer hosszú norvég szakasz Európa legridegebb éghajlatú és periférikus fekvésű területén vág át. A látogatásra a május–július a legalkalmasabb, ettől az időszaktól eltekintve az átlagos túrázók számára elriasztó körülmények uralkodnak. A norvég szakasz nem kivitelezett, a gyér lakosságú, települések nélküli tundrán nem is valószínű komoly kerékpáros hálózat kiépülése. Az E69-es országúton futó szakasz azonban így is rendkívül látványos infrastruktúrával rendelkezik: az utat több száz méter hosszú alagutak és tengeröblökön átívelő hidak tagolják. A szakasz kétségkívül legkülönösebb – az EuroVelo-útvonalak között pedig egyedülálló – pontja az Északi-fok-alagút. Hat kilométer hosszú, 212 méterrel fut a Jeges-tenger felszíne alatt, és nemcsak az egész EuroVelo-hálózat egyetlen tenger alatti alagútja, de egyben a legmélyebben elhelyezkedő pontja is. A kerékpárút a tervek szerint Karigasniemi településnél lép át Finnországba.
- Regionális információ az EuroVelo 11 norvég szakaszáról

### Finnország

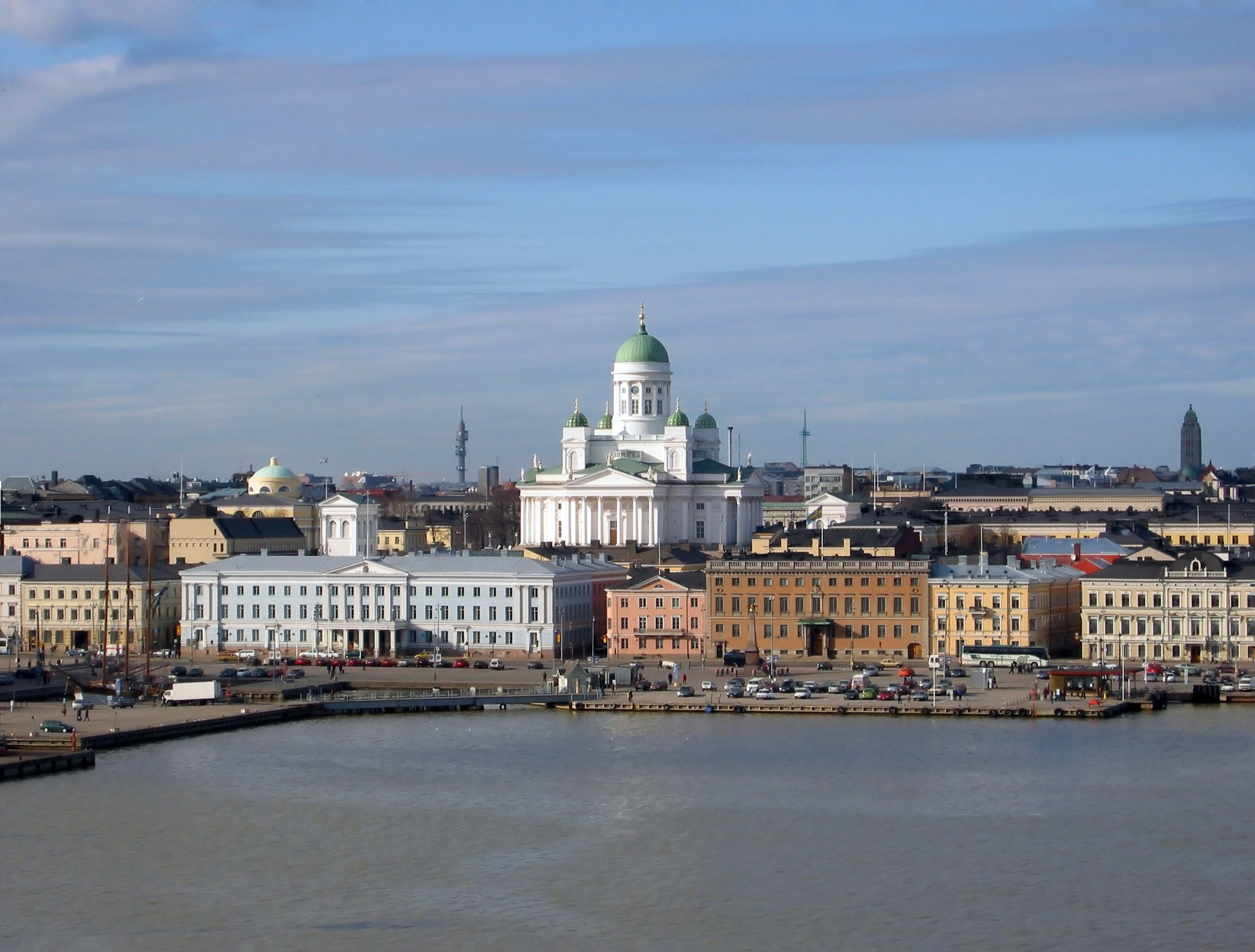
Helsinki látképe

A finn szakasz egészen hosszú, meghaladja az 1200 kilométert. Teljesen kijelöletlen, az útvonal futása bizonytalan. Valahol Rovaniemi környékén keresztezi az északi sarkkört, majd a Botteni-öböl partján halad Oulu városáig. A turistáknak a főváros, Helsinki érintése után vízi átkeléssel kell folytatniuk az utat.
- Regionális információaz EuroVelo 11 finn szakaszáról

### Észtország
Az EV11 a legészakibb balti államban a vízi átkelés után Tallin Óvárosának falai mellett érkezik észt földre. Észtországban az EV11-et már a 2010-es évek elején teljesen kijelölték, és táblákkal látták el: az egész útvonalon mindenütt megtalálhatók a jelzései. Az észt szakasz előbb a Finn-öböl partján fut keleti irányba, majd Tallintól 150 kilométernyire keletre, a Lahemaa Nemzeti Park érintése után délnek fordul, és Tartu városáig a jellegzetes vidéki észt tájat feltáró utakon halad, végül Valga/Valka városkánál hagyja el Észtországot. Az észtországi szakaszon csak kevés önálló kerékpárút épült, az útvonal túlnyomó részben burkolt, alacsony forgalmú mellékutakon halad.
- Regionális információ az EuroVelo 11 észt szakaszáról

### Lettország
A lett szakasz pár száz kilométeres, kanyarog az országban. Még nem kivitelezett. A Kelet-európai útvonal innen Litvánia felé halad tovább.
- Regionális információ az EuroVelo 11 lett szakaszáról

### Litvánia

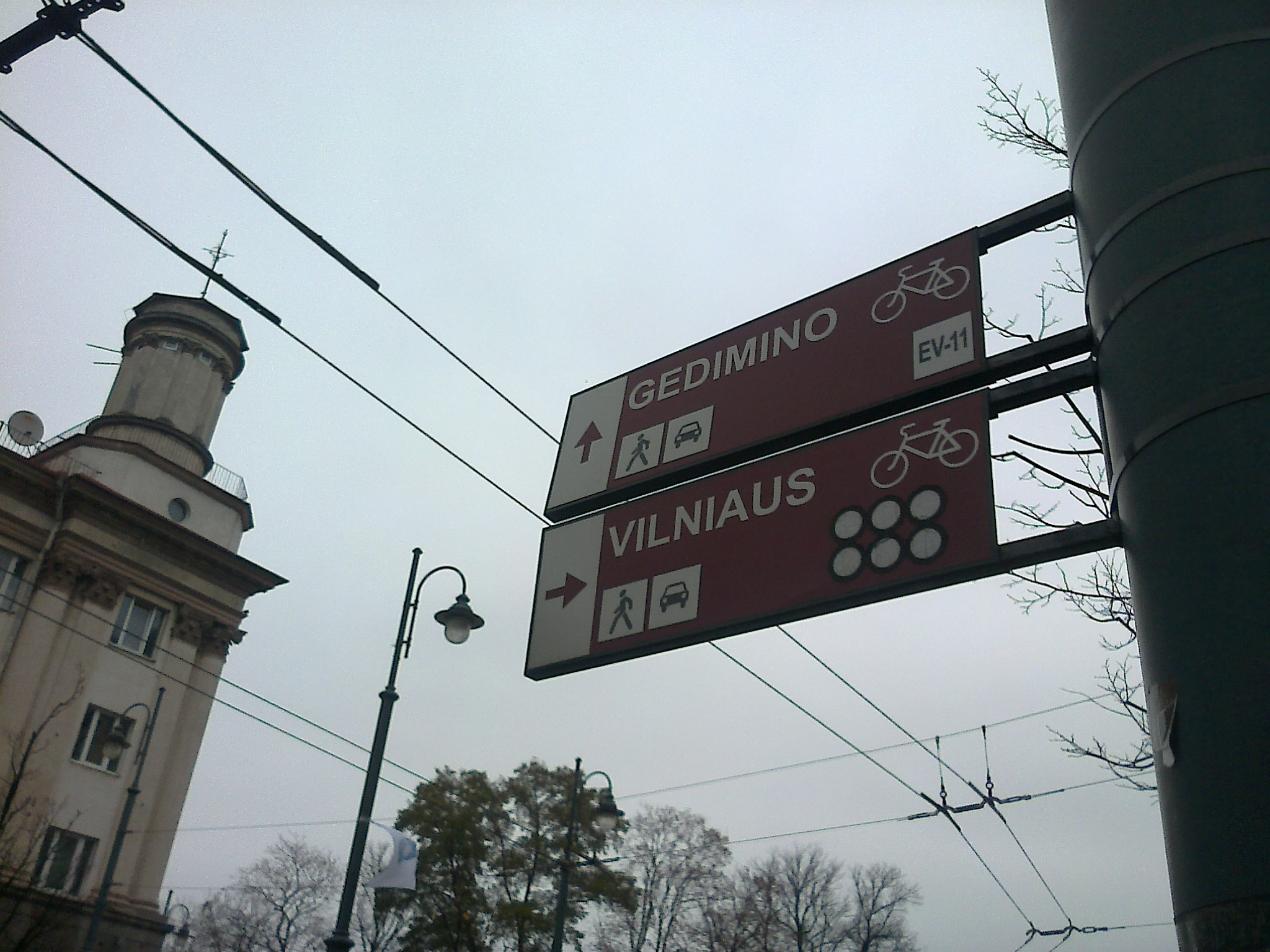
Az EuroVelo 11 egy útjelzője Vilnius Óvárosában

A litván nemzeti kerékpárút-hálózatban a Lettország–Vilnius-szakasz az LT3, a Vilnius és a lengyel határ közötti szakasz az LT1 számot kapta. Az útvonal az ország keleti felén fut, nem messze a fehérorosz államhatártól. A legjobban Vilnius belvárosában és környékén kiépített: itt jobbára elkülönített kerékpárutakon és -sávokon vezet. A vidéki területeken általában kis forgalmú (olykor burkolatlan, de jó állapotú) helyi utakon vezették át az útvonalat.
Az EuroVelo 11 litvániai szakasza bővelkedik természeti látnivalókban: a kerékpárút áthalad a Gražutės, a Labanoro, a Verkių és a Veisiejų regionális parkokon (természetvédelmi területeken), illetve a Čepkelia-mocsár és az Aukštaitijos Nemzeti Parkokon. Az útvonal által érintett vilniusi Óváros az UNESCO világörökség része.
- Regionális információ az EuroVelo 11 litván szakaszról

### Lengyelország
A lengyel szakasz a legtöbb helyen kivitelezetlen, de van, ahol csak tervezett: ezeken a területeken még nincs meg pontosan, hol fog haladni a kerékpárút. A EV11-et a lengyel nemzeti kerékpárút-hálózatba R-11 számmal integrálták, az ország útjain az EuroVelo megjelölés helyet inkább az R-11-es jelzéssel lehet találkozni.
Hosszú és kijelölt útszakasz húzódik Ostrolenka és a litván államhatár között, illetve egy rövidebb Varsó északkeleti elővárosain át. Varsótól délre a Radom városán átvezető rövid kerékpárúttól eltekintve a Dunajec folyóig húzódó, 400 kilométeres szakasz jelöletlen. A leghosszabb egybefüggő és kijelölt szakasz azonos a lengyel nemzeti kerékpárút-hálózatban Kárpáti kerékpárút (Główny Karpacki Szlak Rowerowy) néven megjelölt útvonallal. Ez a szakasz körülbelül 80 kilométer hosszan a Dunajec folyó víztározójától Újszandec érintésével a poprádökrösi határátkelőig követi a Dunajec folyót, főként alacsony forgalmú mellékutakon kijelölve.
Az EV11 lengyelországi szakasza több természeti látnivalót érint. Északról dél felé haladván a kerékpárút áthalad a Wigry és a Biebrza nemzeti parkokon, illetve a Kozienicei, a Suchedniówi és Poprádi tájvédelmi körzeteken. Az útvonal érinti Varsó központját, ami a világörökség része.
- Regionális információ az EuroVelo 11 lengyel szakaszáról

### Szlovákia
A kerékpárút Poprádökrös mellett érkezik szlovák területre. Az útvonal a lengyel határtól a Tarca völgyében halad, érinti Héthárs, Kisszeben, Nagysáros és Eperjes településeket. Az útvonal pontos vezetése a lengyel határtól Kassáig vitatott, az infrastruktúra kiépítetlen és jelöletlen, az érintett önkormányzatok rendszeresen tesznek kísérletet a fejlesztésére. A kassai vasútállomástól az útvonal ismét jelölt, illetve kiépített. A Kassa és Hollóháza közötti szakasz a szlovák nemzeti hálózatban a 039-es számot kapta, és a Hernád menti kerékpárút (Cyklotrasa Hornád) nevet is viseli, de az útvonal mellett szórványosan megtalálhatók az EuroVelo jelzései is.
- Regionális információ az EuroVelo 11 szlovák szakaszáról

### Magyarország
Az EuroVelo 11 Magyarországot érintő szakasza körülbelül 450 kilométer hosszú. (Mivel a kerékpárút a Tisza-tó körül egymással párhuzamos nyomvonalakon fut, így az útvonal hossza függ attól, hogy melyik nyomvonalat járjuk be.) Az útvonal magyarországi szakasza azonos az Országos Területrendezési Tervben megállapított 4A Tiszamente kerékpárút útvonalával, így a nemzeti kerékpárút-hálózatban is kiemelt szerepet tölt be. Az útvonal Zemplénben több szakaszon is a megszűnt Zempléni kisvasút töltését követi, Tokajtól Baksig pedig nagyrészt a Tisza folyó árvízvédelmi töltésein, a közúti forgalomtól teljesen elkülönítve halad. A nyomvonal a Tisza-tónál kettéválik, és a tó mindkét oldalán végigfut.
Az EV11 magyarországi szakasza kiemelkedő természeti és kulturális látnivalókat érint. A Tokaji borvidék és a Tisza-tó (a Hortobágyi Nemzeti Park részeként) szerepel az UNESCO világörökségi listáján. Az útvonal érinti a Hortobágyi Nemzeti Park (Tisza-tó) és a Kiskunsági Nemzeti Park (Tőserdei Holt-Tisza) területét, illetve öt (Zempléni, Kesznyéteni, Hevesi Füves Puszták, Közép-tiszai és Pusztaszeri) tájvédelmi körzetet. Szintén az útvonal mellett található a Nemzeti Történeti Emlékpark.
Magyarországon az útvonal nagy része kiépített, illetve hosszabb szakaszokon kijelölt. A nagyobb települések közül Szolnokot és Szegedet érinti.

#### A Tisza-tavi kerékpárút
A Tisza-tavi kerékpárút a Tisza-tó körül nagyobbrészt a töltésen kiépített kerékpárút. 2020 nyarára a tavat átszelő 33-as út Poroszló és Tiszafüred közötti, 7 km hosszú szakasza mellett is kiépült, négy hídon áthaladva. Ez a szakasz lett a 2021-ben az Év Kerékpárútja. Tiszafüred után a kiskörei duzzasztóművön, majd Poroszlóig a töltésen aszfaltozott út vezet. Autóval engedély birtokában lehet erre felhajtani, így csekély a forgalom. A Tisza-tavi kerékpározás különlegessége, hogy a tó érezhető szintkülönbség nélkül megkerülhető. A lakott települések egymáshoz közel, 5-10 km távolságra találhatóak, ezáltal viszonylag sűrűn kínálkozik lehetőség bolti beszerzésre, étkezésre. A gáton kerékpározva folyamatosan érdekes, változatos látkép tárul az ott kerékpározók elé.
- Regionális információ az EuroVelo 11 magyar szakaszáról

### Szerbia
A szerbiai szakasz körülbelül 560 kilométer hosszú, teljesen jelöletlen és kiépítetlen. A vajdasági szakaszon már történtek próbálkozások az útvonal legalább alapszintű kijelölésére, ezek azonban egyelőre nem jártak kézzelfogható eredménnyel. Nagyjából a Tisza torkolatától az útvonal futása is követhetetlen, illetve erősen vitatott. Egyes elképzelések szerint Szendrőnél keresztezi majd a Dunát, mások a belgrádi keresztezést ajánlják. Felvetődött, hogy az Európai Kerékpáros Szövetség által ajánlott kelet- vagy közép-szerbiai helyett inkább az ország nyugati, természeti látnivalókban gazdagabb határvidékéhez közel vezessék az útvonalat. A kerékpárút Nis után Macedónia felé halad tovább.
- Regionális információ az EuroVelo 11 szerb szakaszáról

### Macedónia
A macedón szakasz még teljes egészében tervezett. Elkészülte után érinteni fogja Szkopjét, majd az útvonal továbbhalad az utolsó országa, Görögország felé.
- Regionális információ az EuroVelo 11 macedón szakaszáról

### Görögország

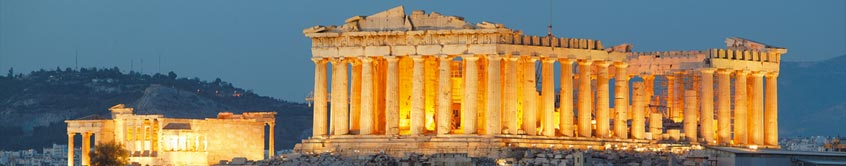
A Parthenón Athénban

A görög szakasz nem rövid: Macedóniából megérkezve egy valamivel több mint 50 kilométeres szakasz után elérkezik Szalonikibe, innen pedig végig az Égei-tenger partját igyekszik követni. Így azonban a turisták gyakran haladnak nyugat-keleti irányba is a félszigetek miatt. Az útvonal végpontja a görög főváros, Athén.
- Regionális információ az EuroVelo 11 görög szakaszáról